# 信太美月
信太 美月（しだ みづき 1992年12月8日 - ）は、茨城県神栖市出身のバリスタ・モデルである。
株式会社ユーロプラスインターナショナルに会社員として勤務する傍ら、東京・表参道にある、カフェLATTESTにてバリスタ兼店長を務め、サッカーに関する媒体のプレスの仕事をしながら、モデル活動や、週2日程度、カフェにてバリスタとして勤務し、3つの顔を持つ。バリスタとしては、以前、行われた『ラテアート大会』では、信太のラテアートが、「2位」を受賞した経験を持つ。

## 人物

### 高校時代
- 茨城県立波崎柳川高等学校の野球部マネージャーに就任。

### 大学時代
- 高校卒業後、日本女子体育大学に進学。
- 在学中は、体育の教職員免許を取りながら、都内のカフェで、バリスタとしてアルバイトを経験
- 卒業前は、卒業式自体に参加せず、アメリカ・サンタモニカへ留学。

### 趣味
- 趣味は、釣り、写真、スポーツ観戦、ヨガ、サーフィン。

### 嗜好
- 好きな食べ物は、発酵食品（納豆、チーズ、たこわさ、チャンジャ、塩辛）など。[1]
- 嫌いな食べ物は、匂いの強い野菜（パクチー、らっきょう）など。

## メディア

### テレビ
- フジテレビ 「TERRACE HOUSE BOYS & GIRLS IN THE CITY」（2015年10月～2016年10月）

### 雑誌
- 株式会社MILBON 「Villa Lodola MY ORGANIC WAY」 インタビュー vol.009、011 （2020年）

## 委嘱
神栖市PR大使（2021年-）
- 市の魅力を全国にアピールすると共に、市の知名度とイメージアップを図るため、2021年よりPR大使として起用。[2]